# كهف لوبا

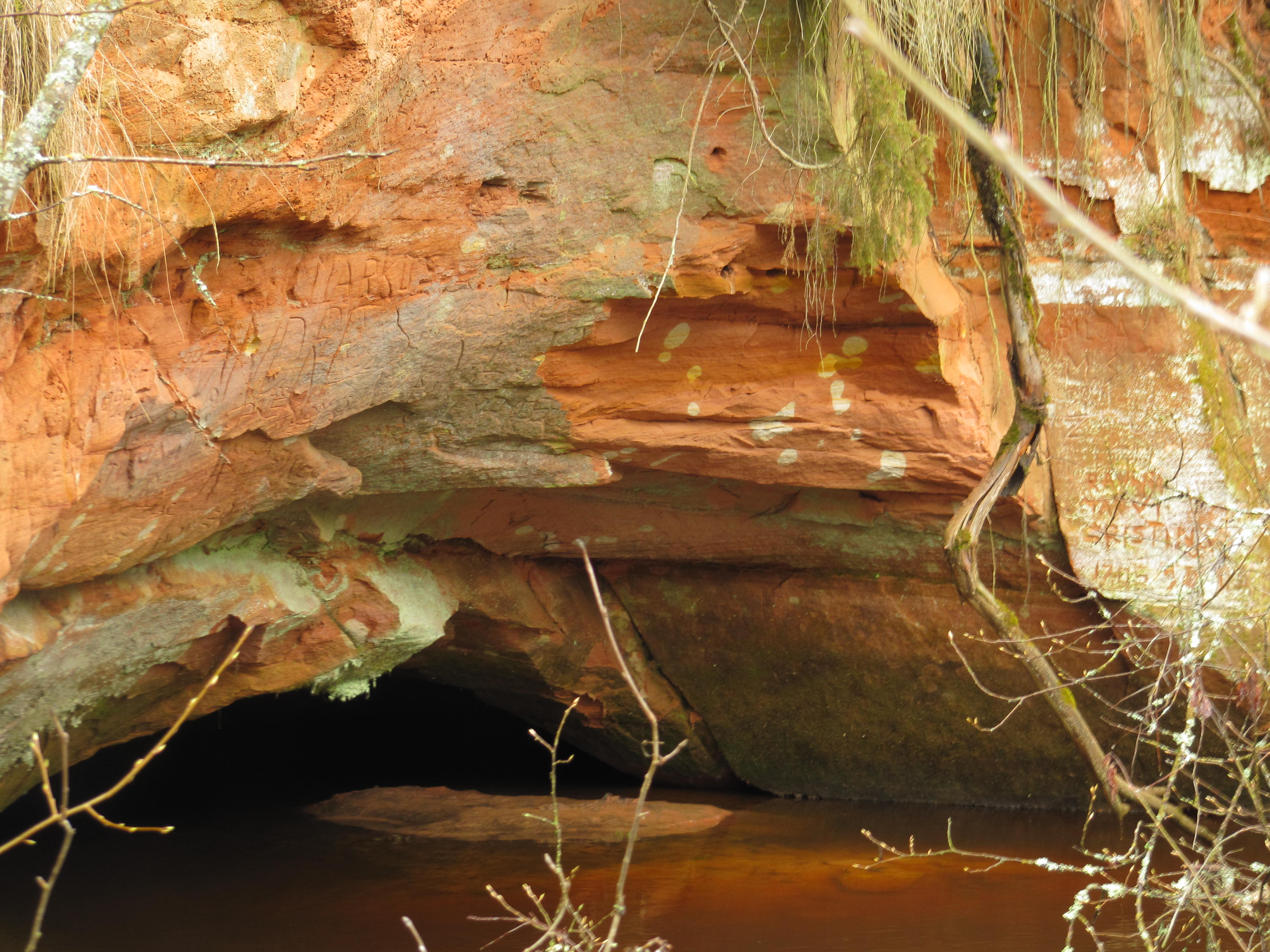
كهف لوبا

كهف لوبا هو كهف يقع في الجزء الجنوبي الغربي من مرتفعات سكالا، مقاطعة فيلجاندي، إستونيا. يبلغ طول الكهف 37 مترًا (تم قياسه عام 1997).